# Netemnanu
Netemnanu is een bestuurslaag in het regentschap Kupang van de provincie Oost-Nusa Tenggara, Indonesië. Netemnanu telt 791 inwoners (volkstelling 2010).